# LTG FD 1
Die LTG FD 1 war ein von der Lufttorpedo-Gesellschaft (LTG) entwickeltes deutsches Jagdflugzeug des Ersten Weltkriegs. Nach der Flugzeug-Gruppeneinteilung der Kaiserlichen Marine gehörte sie zur Gattung einsitziges Schwimmerflugzeug mit starren MGs (ED). Aufgrund ungenügender Leistungen wurde von ihr nur eine kleine Anzahl produziert.

## Entwicklung
Die 1915 gegründete Lufttorpedo-Gesellschaft Berlin arbeitete hauptsächlich als Zulieferer für die Luftfahrtindustrie und produzierte in der Regel Tragflächen, Ruder und Leitwerke. Nebenbei wurde auch eine Konstruktionsabteilung eingerichtet, die zwei Flugzeugtypen während des Krieges hervorbrachte: einen nicht näher bezeichneten und nur in kleiner Zahl gebauten Doppeldecker mit Radfahrwerk und das Schwimmer-Jagdflugzeug FD 1. Für letzteres erteilte das Marineamt am 8. Februar 1917 der LTG den Bauauftrag über drei Exemplare. Die FD 1 war ein einstieliger Doppeldecker, der als Besonderheit einen direkt mit dem Rumpf verbundenen Oberflügel besaß. Die beiden einstufigen Schwimmer waren 5,00 m lang, 0,60 m breit und besaßen 948 l Inhalt. Die drei Flugzeuge wurden im September 1917 dem Seeflugzeug-Versuchskommando (SVK) zur Erprobung übergeben und erhielten die Marinenummern (MN) 1299 bis 1301. Die Tests verliefen sehr unbefriedigend. Die LTG überarbeitete deshalb die Konstruktion und verlängerte zur Verbesserung der Stabilität insbesondere die Kiel- und Seitenflosse um etwa die doppelte Länge nach vorn, worauf die Marine drei weitere FD 1 bestellte, denen die Nummern 1518 bis 1520 zugeteilt wurden. Die MN 1518 lief dem SVK am 4. März 1918 zu und wurden bereits am 8. des Monats abgenommen. Die Kaiserliche Marine übernahm am Ende fünf der Flugzeuge, setzte sie aber nicht ein. Ein Exemplar erhielt probeweise ein Radfahrwerk. Die sechste FD 1 wurde zu statischen Tests verwendet und dabei zerstört. Die LTG wurde bei Kriegsende aufgelöst.

## Technische Daten
| Kenngröße             | Daten (2. Baulos) |
| --------------------- | --- |
| Besatzung             | 1 |
| Spannweite            | 10,00 m (oben) 9,80 m (unten)                                                                                            |
| Länge                 | 9,00 m (gesamt) 7,15 m (Rumpf)                                                                                           |
| Höhe                  | 3,55 m |
| Flügelfläche          | 27,00 m² |
| Flächenbelastung      | 43,30 kg/m² |
| Leistungsbelastung    | 7,11 kg/PS |
| Leermasse             | 895 kg |
| Zuladung              | 270 kg |
| Startmasse            | 1165 kg |
| Antrieb               | ein wassergekühlter Sechszylinder-Reihenmotor                                                                            |
| Typ                   | Benz Bz III |
| Nennleistung          | 150 PS (110 kW) bei 1420/min                                                                                             |
| Kraftstoffvorrat      | 142 l (101 kg) |
| Höchstgeschwindigkeit | 145 km/h in Bodennähe |
| Steigzeit             | 3,4 min auf 800 m Höhe 4,5 min auf 1000 m Höhe 7,3 min auf 1500 m Höhe 11,3 min auf 2000 m Höhe 22,1 min auf 3000 m Höhe |
| Flugdauer             | 2,30 h |
| Bewaffnung            | 1–2 starre 7,92-mm-MG |